# Josep Miracle i Collmalivern
Josep Miracle i Collmalivern   (Calella, 18 de juliol de 1959) és poeta. L'any 1994 va ser proclamat Mestre en Gai Saber dels Jocs Florals de Muntanya de l'Agrupació Excursionista Icària, al Casino l'Aliança de Poblenou de Barcelona, en aconseguir els tres premis principals: l'Englantina d'or (1990), la Viola (1991) i la Flor Natural (1993).
Actualment, Miracle és el secretari dels Jocs Florals de Calella i president de l'Associació Amics de la Poesia de Calella, l'entitat que va recuperar l'any 1989 aquest certamen literari històric inaugurat el 1908, i que des de llavors els celebra anualment. El poeta maresmenc ha publicat diversos llibres de poesia entre els quals en destaca 'Amb llum pròpia', un recull dels seus poemes editat amb motiu de la celebració del seu 50è aniversari.
Els Jocs Florals de la Ginesta d'Or del Rosselló celebrats l'any 2008 van distingir Josep Miracle com a guanyador del premi Albera amb el seu poema 'Passeig per l'arbreda'. L'any 2014, amb el seu treball 'Com una fulla d'arbre', va rebre el primer premi en la categoria d'adults en l'onzena edició del concurs de Poesia Francesc Blancher. El mateix any es va proclamar guanyador del Certamen Poètic sobre Música i Cant Coral d'Igualada amb el poema 'Partitura íntima'. També ha estat el guanyador (ex aequo) en la categoria individual del Premi Ciutat de Calella 2015. El 2024, Josep Miracle va ser distingit amb l’Englantina d'Or per la seva obra 'Llegenda i memòria' en els 46ns Jocs Florals de la tardor, celebrats al Saló de Cròniques de l'Ajuntament de Barcelona.